# El Mundo (Espanha)
El Mundo del Siglo XXI, mais conhecido apenas como El Mundo, é, em tiragem, o segundo maior jornal da Espanha. Foi fundado em 23 de Outubro de 1989, por Alfonso de Salas, Pedro J. Ramírez, Balbino Fraga e Juan González. 